# 小行星17041
小行星17041（17041 Castagna）是一颗绕太阳运转的小行星，为主小行星带小行星。该小行星于1999年3月19日发现。

## 轨道参数
小行星17041的轨道半长轴为2.2715358 UA，离心率为0.090。